# Ignace Strasfogel

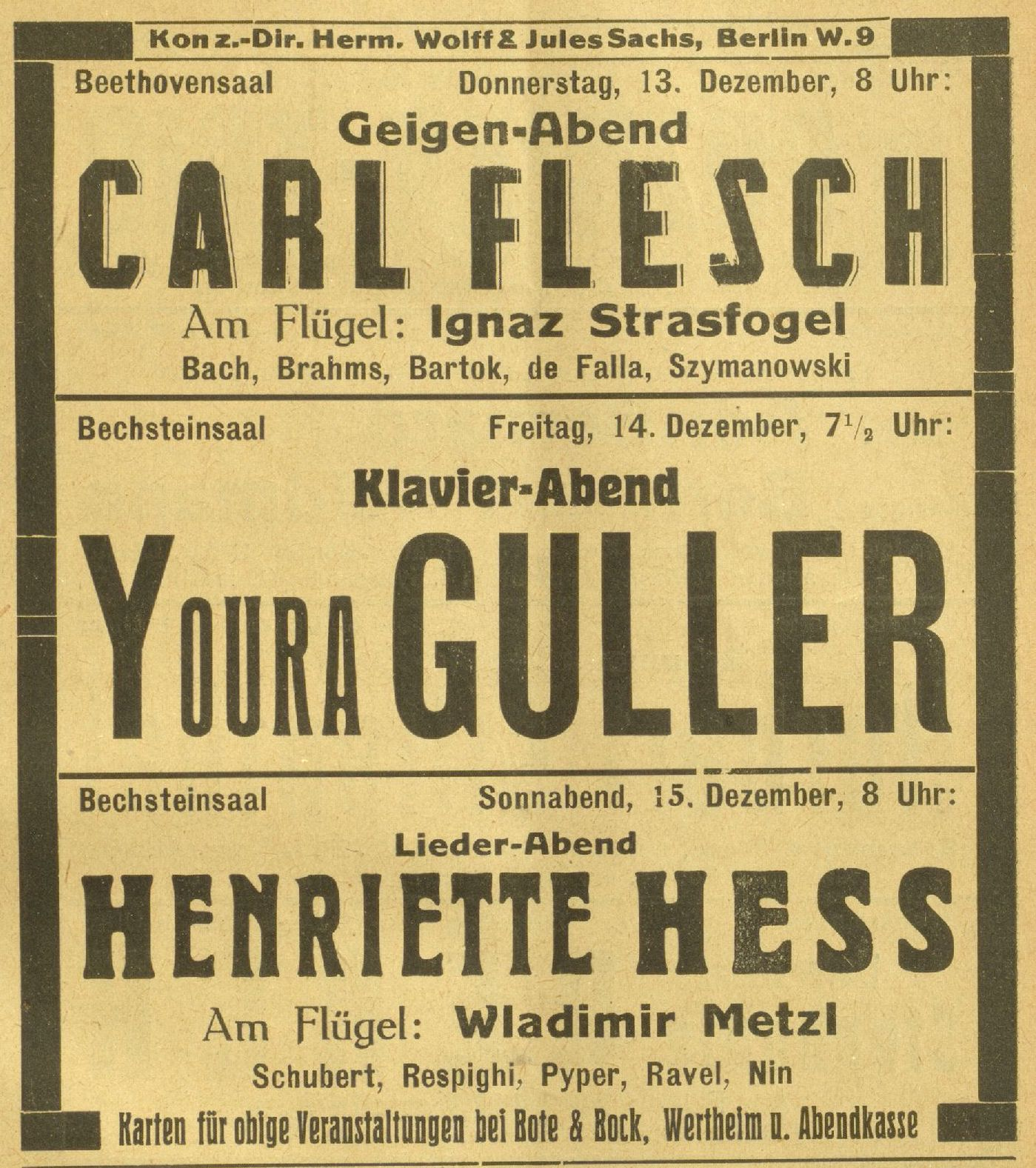
Ankündigung eines Konzerts am 13. Dezember 1928 mit Ignace Strasfogel als Begleiter

Ignace Strasfogel (* 17. Juli 1909 in Warschau; † 6. Februar 1994 in New York) war ein polnisch-deutsch-amerikanischer Pianist, Komponist und Dirigent.

## Biografie

### Jugend und Ausbildung
Strasfogels Eltern waren Leiser Strasfogel und dessen Frau Sura Goldberg. Nach dem Tod des Vaters 1912 zog die Witwe mit den Kindern nach Berlin. Im Alter von zehn Jahren spielte Ignace Strasfogel bei Engelbert Humperdinck auf Vermittlung von Mary Wurm vor. Er besuchte das Friedrichswerdersche Gymnasium in Berlin und bestand 1922 die Aufnahmeprüfung an der Musikhochschule Berlin, wo er bei Franz Schreker Komposition und bei Leonid Kreutzer Klavier studierte. Strasfogel gewann 1926 den Mendelssohn-Preis für seine 2. Klaviersonate, 1927 begleitete er den Geiger Joseph Szigeti auf einer sechsmonatigen Tournee durch Europa und die USA, wo sie auch im Weißen Haus vor US-Präsident Calvin Coolidge spielten. Im Sommer 1927 begann er ein Studium im Fach Dirigieren bei Julius Prüwer. Im gleichen Jahr spielte er zusammen mit Carl Flesch einige kurze Stücke für Klavier und Violine für die Firma Electrola ein. 1929/30 war Strasfogel Korrepetitor an der Oper Düsseldorf, wo er Alban Berg bei der Hauspremiere von dessen Oper Wozzeck begegnete. In der Spielzeit 1930/31 war Strasfogel dann Korrepetitor an der Staatsoper Unter den Linden in Berlin, 1932 wurde er deutscher Staatsbürger.

### Pianist, Korrepetitor und Dirigent in den USA
Nach der sog. „Machtergreifung“ 1933 kündigte die Staatsoper Strasfogel fristlos, woraufhin er einen Nervenzusammenbruch erlitt. Im Dezember 1933 emigrierte er in die USA. Hier arbeitete er zunächst für die Mezzosopranistin Ernestine Schumann-Heink. Im Juli 1934 heiratete er in Cincinnati Alma Lubin. 1934 zog das Paar nach New York.
1935 traf Strasfogel in den USA den Dirigenten Otto Klemperer, der ein Vorspiel bei Arturo Toscanini, dem Chefdirigenten der New Yorker Philharmoniker, arrangierte. Strasfogel wurde als offizieller Pianist des Orchesters engagiert. 1937 gelang es, Strasfogels Mutter aus Berlin nach New York zu holen. Mit dem Tenor Lauritz Melchior spielte Strasfogel über 20 Schallplattenaufnahmen ein. Strasfogel war zehn Spielzeiten lang Pianist der New Yorker Philharmoniker. Bei einem Gedächtniskonzert für Präsident Roosevelt am 15. April 1945 sprang er für den plötzlich erkrankten Dirigenten Artur Rodzinsky ein, am 8. Mai 1945 durfte er – der vor den Nationalsozialisten in die USA geflohen war – die Philharmoniker bei einem Festakt leiten.
1945 kündigte Strasfogel bei den New Yorker Philharmonikern und war nun frei schaffender Musiker. Er bearbeitete und arrangierte Stücke für den Broadway und komponierte auch wieder selbst. Ende der 1940er Jahre wurde er musikalischer Leiter eines Radiosenders, der sich auf klassische Musik spezialisiert hatte, außerdem dirigierte er das Musical Brigadoon auf einer US-Tournee.
1951 wurde Strasfogel dann als Korrepetitor an der Metropolitan Opera (Met) in New York engagiert. 1959 musste er Dimitri Mitropoulos als Dirigent vertreten, als dieser einen Herzinfarkt erlitten hatte. Insgesamt dirigierte Strasfogel an die 200 Aufführungen an der Met.
1974 ging Strasfogel dann als Chefdirigent an die Opéra national du Rhin nach Straßburg. Nach drei Spielzeiten wurde er jedoch wieder entlassen, er kehrte 1979 mit seiner Frau nach New York zurück, wo er verschiedene Opern-Kurse gab und 1982/83 für eine Spielzeit als Korrepetitor an die Met zurückkam. Zwischen 1983 und 1985 komponierte Strasfogel Vertonungen englischsprachiger Dichtungen. Von 1986 bis 1988 arbeitete er am Curtis Institute of Music in Philadelphia. Ab Anfang der 1990er Jahre wurden Strasfogels Kompositionen wiederentdeckt. 1991 kehrte Strasfogels noch einmal nach Deutschland zurück, da der Pianist Kolja Lessing Strasfogels Bearbeitung der Kammersymphonie von Franz Schreker in Husum aufführte, die damit zum ersten Mal in einem öffentlichen Konzert zu hören war. 1993 wurde sein 2. Streichquartett in New York aufgeführt.
Nach Strasfogels Tod wurde 1998 an der Berliner Akademie der Künste ein Ignace-Strasfogel-Archiv eingerichtet, das den Nachlass des Musikers beherbergt.

## Werke
(Auswahl)

### Klavier
- 1923/1924 Capriccio mit alten Tänzen nach acht Kupferstichen von Jakob Callot
- Oktober 1924 Scherzo No. 1
- 1925 Sonata No. 1
- 1926 Sonata No. 2
- 1926 Franz Schreker-Heft  Sechs Klaviertranskriptionen
- 1927 Klaviertranskription Franz Schreker Kammersinfonie
- 1946 Preludio fugato
- 1988/1989 Rondo
- 1992 Scherzo No. 2

### Gitarre
- ca. 1940 Prélude, Elegie und Rondo

### Kammermusik
- ca. 1927 Erstes Streichquartett
- 1989/1990 Zweites Streichquartett

### Lieder
- 1985 Dear Men and Women für Bariton und Klavier
- 1984–1986 Four Millay Songs für Bariton und Klavier